# Vladimir Teliakovski
Vladimir Arkadiévitch Teliakovski, (né le 26 janvier 1860/7 février 1860 à Saint-Pétersbourg et mort le 28 octobre 1924 à Léningrad) est un homme de théâtre russe, qui fut administrateur de théâtre et mémorialiste, et dernier directeur des théâtres impériaux (1901-1917).

## Biographie
Vladimir Teliakovski est le fils d'un ingénieur militaire connu pour la publication de manuels sur la construction de fortifications. Dans son enfance, il prend des leçons de piano auprès de grands professeurs et de théorie de la musique auprès d'Anatoli Liadov. Il poursuit ses études au prestigieux Corps des Pages dont il sort en 1879, puis entre à l'académie militaire Nicolas qui formait les officiers d'état-major de l'empire (1888). Il sert au régiment de la garde à cheval de 1879 à 1898 et le quitte avec le grade de colonel, obtenu en 1897. 
Teliakovski entre à l'administration des théâtres impériaux de Moscou en 1898, qui comprend notamment le théâtre Bolchoï et le théâtre Maly. Il habite alors au coin de la rue Bolchaïa Dmitrovka et du Pont des Forgerons, au siège des théâtres impériaux. Il est ensuite à Saint-Pétersbourg directeur des théâtres impériaux de 1901 à 1917, succédant au prince Wolkonsky.
Il est arrêté le 1er mars 1917 par le gouvernement provisoire. Il devient caissier d'une gare de chemin de fer, jusqu'en 1918, et commence la rédaction de ses Mémoires. On lui propose en 1923, lorsque le régime se libéralise quelque peu sous la NEP, de devenir à nouveau administrateur des théâtres nationaux, mais il refuse. Il est finalement pensionné à partir du 15 décembre 1923 sur proposition du commissariat du Peuple à l'éducation. Ses Mémoires 1898-1917 paraissent en mars 1924, peu de temps avant sa mort.
Il repose au cimetière Serafimovski auprès de sa femme. Leurs deux fils seront enterrés plus tard à leurs côtés.

## Carrière d'administrateur

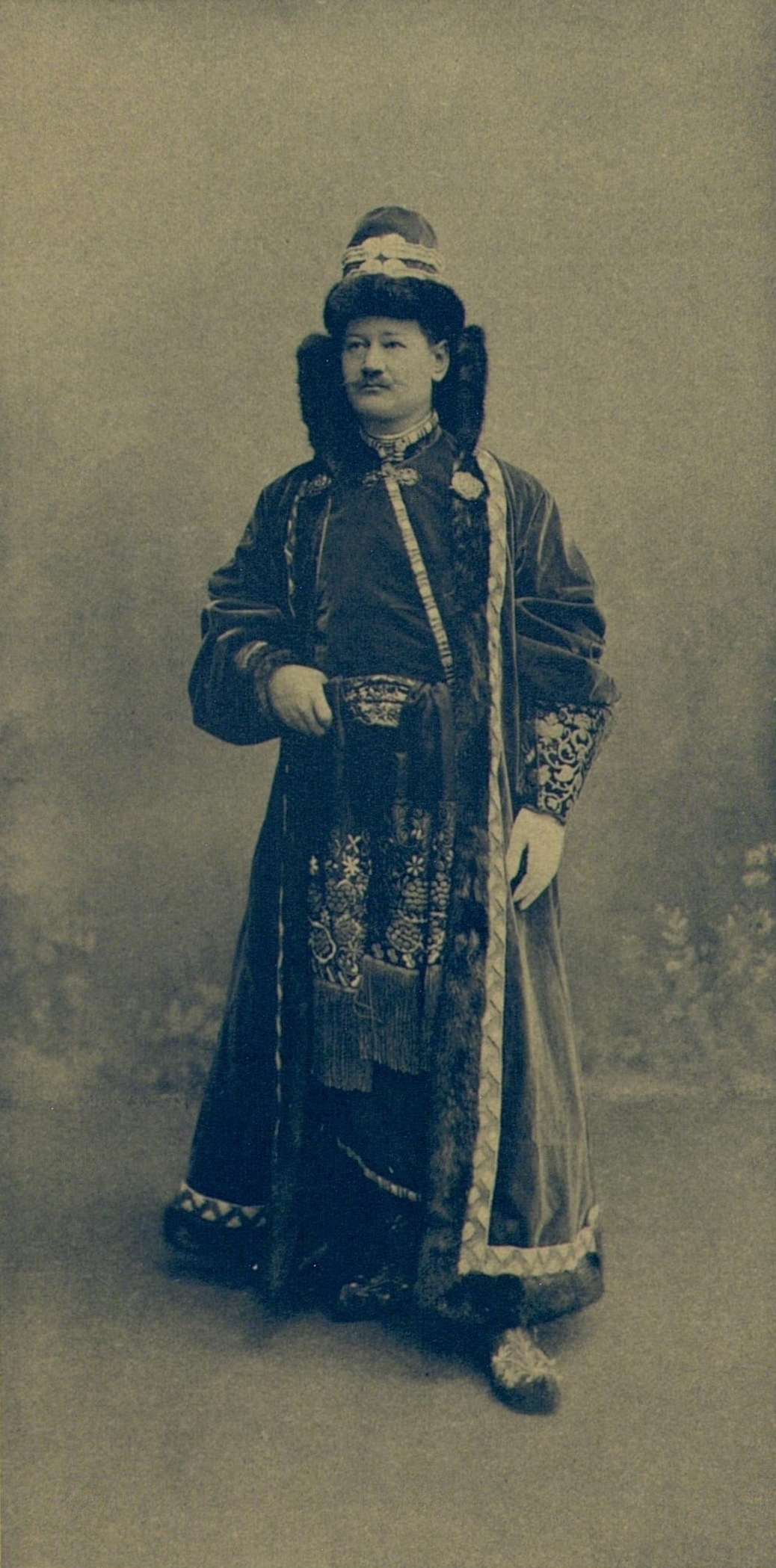
Le colonel Teliakovski au bal costumé de la Cour en 1903 au Palais d'Hiver.

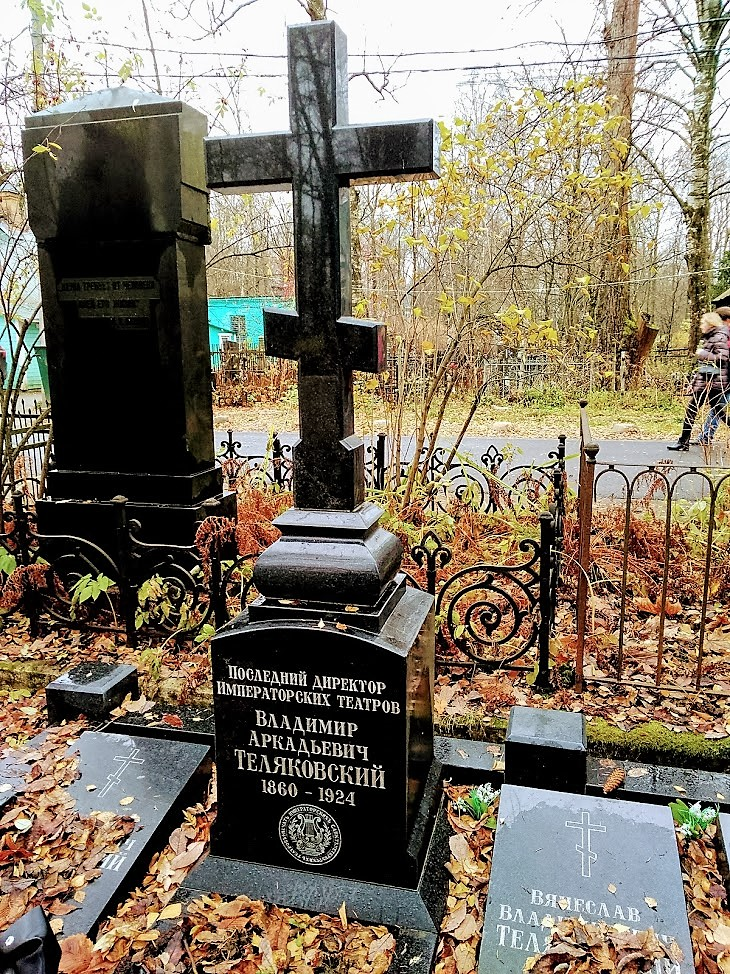
Sépulture.

Certains auteurs ne voient en lui qu'« un conseiller de bonne volonté » à cause d'une formation insuffisante dans ce domaine, mais en fait le colonel Teliakovski prolonge et développe les réformes de son prédécesseur, le prince Wolkonsky, s'efforçant d'améliorer la politique du répertoire, d'augmenter le niveau artistique des productions, tout en se montrant un gestionnaire compétent. Cependant, d'un autre côté son immixtion dans le processus artistique est considérée comme ambiguë par certains, provoquant un débat entre classiques et modernes. Dans la formation de ses équipes, Teliakovski est persuadé que l'essentiel est d'attirer de nouvelles forces artistiques et de « rajeunir » les troupes théâtrales. Cela lui est reproché, car des artistes et maîtres honorés sont renvoyés. Marius Petipa, âgé et malade, voit la fin de son contrat de premier maître de ballet en 1903, ainsi que son assistant Alexandre Chiriaïev. Enrico Cecchetti, le ténor Nikolaï Figner, et le danseur Alfred Bekefi doivent également partir, comme beaucoup d'autres. 
Teliakovski attire par exemple Chaliapine et Sobinov, venus de théâtres privés, et soutient le maître de ballet Alexandre Gorski et Michel Fokine. Il invite Constantin Korovine comme scénographe et décorateur des spectacles impériaux. Korovine le décrit ainsi : « Un homme à l'apparence modeste s'est approché de moi, vêtu d'une veste militaire grise. Il ressemblait un peu de visage à un simple soldat russe. Je lisais dans ses yeux gris clair l'attention et l'intelligence.

## Famille
Il épousa le 15 avril 1890 Gourli Loguinovna Miller (1850-1922), veuve du baron Feleisen et mère de trois enfants. D'après le général Djounkovski (aide-de-camp du  grand-duc Serge puis gouverneur de Moscou de 1903 à 1918) dans ses Mémoires : lorsque le mariage fut annoncé, « Il y eut beaucoup de potins et beaucoup dénonçaient ce mariage dont le fiancé avait dix ans de moins que la fiancée. Mais par la suite on ne fit plus attention à leur différence d'âge. Ils vécurent plus de vingt-cinq ans en plein bonheur et concordance d'âme. » Gourli Loguinovna Teliakovskaïa chantait et dessinait à merveille, admirait l'œuvre de ses amis Constantin Korovine et Alexandre Golovine et prit part aux esquisses des costumes des opéras et des ballets du Bolchoï. 
Trois enfants naquirent de cette union: Viatcheslav (1891), Vsevolod (1894-1963), décorateur de théâtre et historien du costume, et Irina (1896-1956), épouse Krassovskaïa, botaniste.